# مخالفت با حمله نظامی به ایران
مخالفت با حمله نظامی به ایران (انگلیسی: Opposition to military action against Iran) به صورت راهپیمایی‌هایی در چند نقطه جهان ابراز شده است. حمایت کنندگان اصلی از حمله احتمالی به ایران به بهانه امکان تولید جنگ‌افزار هسته‌ای و استفاده علیه آنها آمریکا و نیز اسرائیل است.
نظریه پردازانی چون چامسکی معتقد است که حمایت کنندگان از حمله نظامی قصد کنترل خاور میانه و منابع انرژی مانند نفت را دارند. اما فیزیکدانی به نام خورخه‌ای هیرش قدرت‌نمایی و ارزیابی قدرت هسته‌ای آمریکا را به عنوان دلیل بنیادی ابراز می‌کند.

## مخالفت‌ها
نخست‌وزیر ایتالیا، جورجیا ملونی، با استفاده از سلاح هسته‌ای علیه تأسیسات زیرزمینی هسته‌ای ایران مخالف است. پادشاه فیلیپه ششم، ملکه لتیسیا و نخست‌وزیر اسپانیا، پدرو سانچز نیز با استفاده از سلاح هسته‌ای علیه تأسیسات نظامی زیرزمینی ایران مخالف هستند. رئیس‌جمهور و نخست‌وزیر بلغارستان نیز با استفاده از سلاح هسته‌ای علیه تأسیسات زیرزمینی هسته‌ای در ایران مخالفت کرده‌اند.

### سازمان‌های مردمی
سازمان کارزار علیه تحریم‌ها و مداخله نظامی در ایران (CASMII) به‌طور رسمی در ۱ دسامبر ۲۰۰۵ در لندن تأسیس شد و نخستین موفقیت خود را در گنجاندن مخالفت با حمله به ایران به‌عنوان بخشی از اهداف اعلام‌شده کنفرانس بین‌المللی صلح در لندن در ۱۰ دسامبر ۲۰۰۵ دانست.
در مارس ۲۰۰۵، رمزی کلارک، دادستان کل پیشین ایالات متحده، جرج گالووی، نماینده پارلمان بریتانیا، دنیس هالیدی، معاون سابق دبیرکل سازمان ملل، مارگاریتا پاپاندرئو، بانوی اول پیشین یونان، اسقف توماس گامبلتون و دیگران، یک کارزار مردمی بین‌المللی تحت عنوان جنگ علیه ایران را متوقف کنید راه‌اندازی کردند.
در نوامبر ۲۰۰۶، چندین سازمان صلح در منطقه خلیج سانفرانسیسکو در ایالات متحده، به‌ویژه کمیته خدمات دوستان آمریکایی، منطقه خلیج متحد علیه جنگ، کمیته کارگری منطقه خلیج برای صلح و عدالت، گری پنترز برکلی، شجاعت برای مقاومت، کراگ‌گراس، اعلامیه صلح منطقه خلیج سانفرانسیسکو، مؤسسه صلح اکومنیکال/کالک، مادربزرگ‌ها برای صلح، بسیج منطقه جنوب خلیج و جهان نمی‌تواند صبر کند—رژیم بوش را بیرون برانید!، با یکدیگر تحت عنوان ائتلاف «به ایران حمله نکنید» متحد شدند و اقدامات مختلفی، ازجمله برقراری تماس مستقیم میان رهبران آمریکا و/یا اعضای کنگره ایالات متحده با رهبران ایران و اعضای پارلمان ایران را خواستار شدند.
در ژوئن ۲۰۰۷، هم‌زمان با بیستمین سالگرد حمله شیمیایی ۲۸ ژوئن ۱۹۸۷ به شهر سردشت ایران، دو سازمان غیردولتی ایرانی، انجمن حمایت از قربانیان سلاح‌های شیمیایی (SCWVS) و سازمان دفاع از قربانیان خشونت (ODVV)، با کارزار علیه تحریم‌ها و مداخله نظامی در ایران (CASMII) بیانیه‌ای مشترک امضا کردند که ضمن مخالفت با تحریم‌ها و حمله نظامی به ایران، از دولت ایران خواستند که «توجه بیشتری به حقوق بشر و آزادی‌های اجتماعی و سیاسی داشته باشد تا زمینه‌های اتحاد قوی‌تر و گسترده‌تر مردم ایران در برابر فشارها و تهدیدهای خارجی فراهم شود.»
در نوامبر ۲۰۰۷، مرکز کنترل تسلیحات و منع اشاعه، یک گروه غیرحزبی مستقر در واشینگتن دی.سی. که در زمینه کنترل تسلیحات فعالیت می‌کند، کارزاری را با هدف حمایت از راه‌حلی دیپلماتیک، نه نظامی، برای تنش‌های فزاینده در روابط ایالات متحده و ایران آغاز کرد. این کارزار شامل تبلیغات در وبلاگ‌ها و روزنامه‌ها بود و تلاش داشت با جمع‌آوری یک میلیون امضا، کنگره را به ترویج دیپلماسی ترغیب کند.
در دسامبر ۲۰۰۷، کنفرانس تأسیسی «دست‌ها از مردم ایران کوتاه» (HOPI) در لندن برگزار شد. این گروه ضمن مخالفت با اقدام نظامی علیه ایران، دولت وقت ایران را «واپس‌گرا» توصیف کرده و مورد انتقاد قرار داده است. HOPI مورد حمایت چندین چهره برجسته چپ‌گرا در بریتانیا و سراسر جهان است، از جمله تونی بن، جان مک‌دانل، تامی شریدان، پیتر تاچل، نائومی کلاین، کن لوچ، مایکل منسفیلد QC، جان پیلجر و نوآم چامسکی.
در ۲ نوامبر ۲۰۰۷، جیم وب و ۲۹ سناتور دیگر ایالات متحده در نامه‌ای به رئیس‌جمهور وقت، جورج دبلیو. بوش، اعلام کردند که «هیچ مجوزی از سوی کنگره برای اقدام نظامی یک‌جانبه علیه ایران وجود ندارد»، همچنین تأکید کردند که «رأی سنا در ۲۶ سپتامبر ۲۰۰۷ به اصلاحیه‌ای در قانون مجوز دفاع ملی سال مالی ۲۰۰۸ … به هیچ وجه نباید به‌عنوان مجوزی برای استفاده از نیروی نظامی علیه ایران تفسیر شود» و «اقدام نظامی تهاجمی علیه ایران نباید بدون رضایت صریح کنگره انجام شود.»
کمیته وست‌مینستر در امور ایران، که در سال ۲۰۰۶ در لندن تأسیس شد، با هدف افزایش گفتگو و درک متقابل بین تهران و نمایندگان پارلمان بریتانیا، تلاش دارد تا از مداخله نظامی علیه ایران جلوگیری کند. این کمیته جلسات و میزگردهای منظمی را در داخل و خارج از پارلمان برگزار می‌کند و خواستار گزارش‌دهی متوازن و عینی دربارهٔ ایران و دیپلماسی واقعی بین‌المللی در تمام تعاملات با تهران است.

### جنبش عدم تعهد
در ۱۶ سپتامبر ۲۰۰۶، نمایندگان ۱۱۸ کشور عضو جنبش عدم تعهد در سطح اجلاس، بیانیه‌ای در حمایت از برنامه هسته‌ای غیرنظامی ایران و مخالفت با حملات نظامی علیه تأسیسات هسته‌ای صادر کردند. در این بیانیه آمده است: «وزرا بر مصونیت فعالیت‌های هسته‌ای صلح‌آمیز تأکید کرده و اعلام داشتند که هرگونه حمله یا تهدید به حمله علیه تأسیسات هسته‌ای صلح‌آمیز، چه عملیاتی و چه در حال ساخت، خطری بزرگ برای انسان‌ها و محیط زیست محسوب می‌شود و نقض جدی حقوق بین‌الملل، اصول و اهداف منشور سازمان ملل متحد و مقررات آژانس بین‌المللی انرژی اتمی (IAEA) به شمار می‌آید. آنان همچنین بر ضرورت یک سازوکار جامع و چندجانبه تأکید کردند که حملات یا تهدید به حمله علیه تأسیسات هسته‌ای مورد استفاده در انرژی هسته‌ای صلح‌آمیز را ممنوع کند.»

### آژانس بین‌المللی انرژی اتمی
در ۱۴ ژوئن ۲۰۰۷، محمد البرادعی، مدیرکل آژانس بین‌المللی انرژی اتمی (IAEA)، در یک نشست این سازمان اظهار داشت که جنگ علیه ایران «فاجعه‌بار خواهد بود، عملی جنون‌آمیز است و مسئله را حل نخواهد کرد.» طی هفته‌های پیش از این اظهارات، البرادعی چندین بار مخالفت خود را با حمله نظامی به ایران اعلام کرده بود. وی این بیانیه‌ها را در چارچوب مسئولیت خود به‌عنوان مدیرکل IAEA ارائه کرد و گفت: «وظیفه من این است که اطمینان حاصل کنم که ما وارد یک جنگ دیگر نشویم یا دیوانه‌وار به جان هم نیفتیم.»

## دیدگاه‌های آکادمیک در مخالفت با حمله نظامی
اسکات سیگن، استاد علوم سیاسی و پژوهشگر ارشد در مرکز امنیت بین‌المللی و همکاری در دانشگاه استنفورد، استدلال می‌کند که تهدید ایران به تغییر حکومت، باعث توقف برنامه غنی‌سازی اورانیوم این کشور نخواهد شد. بلکه برعکس، ایران به‌عنوان واکنشی به این تهدید نظامی، برنامه خود را پیش خواهد برد. سیگن ادامه می‌دهد که ایالات متحده باید گزینه نظامی را کنار بگذارد و در عوض، به ایران تضمین‌های امنیتی محدود ارائه دهد. وی توضیح می‌دهد که با محدود نگه داشتن این تضمین‌ها، آمریکا می‌تواند یک بازدارندگی معتبر را حفظ کند، که از نظر او ضروری است، زیرا ایران یک حامی دولتی تروریسم محسوب می‌شود.
در ۶ اوت ۲۰۰۷، هم‌زمان با شصت‌ودومین سالگرد بمباران اتمی هیروشیما، چندین برنده جایزه نوبل از جمله شیرین عبادی، مرید مگوایر، بتی ویلیامز، هارولد پینتر و جودی ویلیامز، به همراه چندین گروه ضدجنگ، از جمله کمیته اسرائیلی برای خاورمیانه‌ای عاری از سلاح‌های اتمی، بیولوژیکی و شیمیایی، کارزار خلع سلاح هسته‌ای، CASMII، کد پینک و گروه‌های دیگر، نسبت به آنچه که آن‌ها آن را «خطر قریب‌الوقوع جنگی با ابعادی بی‌سابقه، این‌بار علیه ایران» می‌دانستند، هشدار دادند. آنان به‌ویژه نگرانی خود را دربارهٔ احتمال استفاده از سلاح‌های هسته‌ای در حمله به ایران ابراز داشتند و تأکید کردند که چنین احتمالی «منتفی اعلام نشده است».
در پاسخ مستقیم به متیو کرونینگ، کالین کال، استاد برنامه مطالعات امنیتی در دانشکده خدمات خارجی ادموند ای. والش در دانشگاه جرج‌تاون، استدلال می‌کند که جنگ با ایران باید به‌عنوان آخرین راهکار در نظر گرفته شود. کال اشاره می‌کند که اگرچه آژانس بین‌المللی انرژی اتمی (IAEA) تلاش‌های ایران برای دستیابی به ظرفیت تولید سلاح هسته‌ای را در مقطعی مستند کرده است، اما «هیچ مدرک قطعی وجود ندارد که نشان دهد علی خامنه‌ای تصمیم نهایی برای ساخت این سلاح‌ها را گرفته است». کال همچنین خاطرنشان می‌کند که کرونینگ زمان‌بندی تولید اورانیوم با غنای تسلیحاتی را با فرایند واقعی ساخت بمب اتمی اشتباه می‌گیرد. علاوه بر این، او به‌طور جدی با دیدگاه کرونینگ مبنی بر اینکه ایالات متحده می‌تواند مدیریت تنش و کنترل تصاعد درگیری در جنگ با ایران را به دست بگیرد، مخالفت می‌کند. وی در این باره می‌گوید: «تصویری که کرونینگ از یک جنگ تمیز و حساب‌شده ارائه می‌دهد، یک سراب است. هر جنگی با ایران، درگیری‌ای آشفته و به‌شدت خشونت‌آمیز خواهد بود که تلفات و پیامدهای قابل‌توجهی به همراه خواهد داشت.» کال هشدار می‌دهد که نبود ارتباطات مستقیم میان تهران و واشینگتن، همراه با عدم قطعیت‌های ناشی از جنگ، باعث می‌شود که درگیری از کنترل خارج شود. او تأکید دارد که بزرگ‌ترین اشتباه کرونینگ این است که همان ذهنیتی را دارد که حامیان جنگ عراق داشتند—ذهنیتی که سناریوهای پس از جنگ را نادیده می‌گیرد. از این رو، با توجه به چالش‌های متعدد و عدم قطعیت‌های فراوان، کال نتیجه می‌گیرد که جنگ باید آخرین گزینه باشد.
در اوت ۲۰۱۲، استفن ام. والت، استاد روابط بین‌الملل در دانشگاه هاروارد، استدلال کرد که تهدیدهای نظامی مداوم سیاستمداران اسرائیلی و هشدارهای مکرر آن‌ها دربارهٔ «پنجره‌های در حال بسته شدن»، «خطوط قرمز» و «محدوده‌های مصونیت» برای حمله قریب‌الوقوع اسرائیل به ایران، بیشتر یک تاکتیک فریبکارانه است تا یک تهدید واقعی. والت تحلیل می‌کند که اسرائیل به‌تنهایی توانایی نظامی لازم برای وارد آوردن خسارات کافی به تأسیسات هسته‌ای ایران را ندارد. او ادامه می‌دهد که این موج از اظهارات عمومی در واقع یک کمپین فشار است که هدف آن، وادار کردن دولت اوباما به اعمال تحریم‌های شدیدتر و دریافت تعهد علنی از رئیس‌جمهور آمریکا برای استفاده از نیروی نظامی علیه ایران است. از دیدگاه والت، این تاکتیک اسرائیل در واقع تلاشی برای سوق دادن ایالات متحده به سمت جنگی است که خود اسرائیل قادر به اجرای آن به‌تنهایی نیست.